# Edoardo Liberati
Edoardo Liberati (ur. 18 grudnia 1992 w Rzymie) – włoski kierowca wyścigowy.

## Kariera
Edoardo karierę rozpoczął w 2006 roku od startów w kartingu. W 2008 roku Włoch zadebiutował w serii wyścigów samochodów jednomiejscowych – Formule Azzura. Liberati już w pierwszym podejściu sięgnął w niej po tytuł mistrzowski, siedmiokrotnie meldując się na podium, z czego dwukrotnie na najwyższym stopniu.
W latach 2009–2011 brał udział we Włoskiej Formule 3. Włoch osiągał ciągłą progresję wyników, zdobywając punkty w debiutanckim sezonie, stając dwukrotnie na podium w drugim roku startów oraz odnosząc dwa zwycięstwa w trzecim podejściu (trzykrotnie startował także z pole position). Najlepszy z sezonów zakończył na 5. miejscu, z niedużą stratą do podium klasyfikacji generalnej.

## Statystyki
| Sezon | Seria            | Zespół            | Wyścigi | Zwycięstwa | PP | NO | Podium | Punkty | Poz. koń. |
| ----- | ---------------- | ----------------- | ------- | ---------- | -- | -- | ------ | ------ | --------- |
| 2008  | Formuła Azzurra  | MG Motorsport     | 14      | 2          | 3  | 3  | 7      | 76     | 1         |
| 2009  | Włoska Formuła 3 | BVM–Target Racing | 15      | 0          | 0  | 0  | 0      | 13     | 13        |
| 2009  | Włoska Formuła 3 | Lucidi Motors     | 15      | 0          | 0  | 0  | 0      | 13     | 13        |
| 2010  | Włoska Formuła 3 | Prema Junior      | 16      | 0          | 0  | 1  | 2      | 44     | 9         |
| 2011  | Włoska Formuła 3 | Arco Motorsport   | 16      | 2          | 3  | 1  | 3      | 115    | 5         |